# Zenvo Aurora
El Zenvo Aurora es un próximo automóvil superdeportivo de edición limitada, producido artesanalmente a mano por el fabricante danés Zenvo Automotive tentativamente a partir de 2025, cuyas primeras unidades se comenzarían a entregar hasta 2026. Se anunció el 14 de marzo de 2023 y se dio a conocer en agosto del mismo año durante el concurso de la elegancia de Pebble Beach, California. Es el primer modelo híbrido de la compañía.
Su nombre es en honor a la naturaleza ligera, rápida y hermosa del raro fenómeno de la luz, conocido como Aurora Borealis.

## Desarrollo y diseño
El fabricante anunció el 29 de agosto de 2022 que estaba desarrollando un hipercoche híbrido. El 14 de marzo de 2023 anunciaron que lanzarían el Aurora. Posteriormente, se anunció el 11 de julio que sería presentado el 18 de agosto.
Estaba previsto ofrecer dos versiones: gran turismo Tur; y Agil para circuito, cada una limitada a 50 ejemplares para un total de 100 unidades, de las cuales el 30% ya estaban reservadas. Ambas versiones presentan un diseño muy afilado: el Agil tiene un alerón de grandes dimensiones, mientras que en el Tur se notan unas formas más limpias que brindan un exterior esculpido. Su diseño deja al descubierto un 70% del chasis monocasco modular ZM1 completamente nuevo, desarrollado por expertos en estructuras fibra de carbono, que apenas pesa 120 kg (265 libras), lo que permite niveles de seguridad estructural equivalentes a los de la Fórmula 1, con el uso de estructuras de choque compuestas para una mejor absorción de energía y protección contra choques. Incluye también partes del bastidor auxiliar o subchasis delantero y trasero en un solo componente compuesto, ofreciendo una mayor rigidez torsional. También son notorias algunas piezas de la suspensión de doble horquilla, tanto delantera como trasera.
El estilo de carrocería de la versión Agil sigue la misma filosofía de diseño simple y elegante, pero con una visión más extrema, ya que se enfoca sobre todo en la aerodinámica y el rendimiento en pista.
Las líneas del Tur gestionan el flujo de aire por encima, por debajo y a través del monocasco de manera eficiente, creando un flujo de aire más eficiente con un coeficiente de arrastre más bajo que la otra versión más centrado para la pista. La aerodinámica de la parte inferior de la carrocería se complementa con conductos activos en el alerón trasero, lo que proporciona niveles de estabilidad mejorados.
En cuanto al interior, las primeras imágenes mostraban tres esferas digitales en el panel de instrumentos, una de ellas para acceder a las funciones del sistema de infoentretenimiento, así como cuatro mandos circulares integrados en el volante. El Agil es más espartano, sencillo y minimalista que el Tur, ya que no está tan bien equipado, según Zenvo para que el piloto se concentre únicamente en el manejo. El Tur es menos radical por fuera y su interior es más lujoso, combinando la fibra de carbono del chasis asomándose, con varios componentes tapizados en cuero y materiales nobles, además de que está mejor equipado. Su cabina se ve mucho más completa y con mayores niveles de insonorización adicional debería ayudar a que se sienta más confortable como un gran turismo, equipada con materiales táctiles de alta gama. La configuración es de estricto biplaza, con puertas de apertura estilo mariposa para poder acceder al habitáculo y el puesto del piloto muy deportivo, pero al mismo tiempo cargado de tecnología.

"Tuvimos que encontrar diferentes soluciones por necesidad y teníamos una hoja de papel en blanco para crear el mejor coche para pilotos sin ninguna restricción. Con ese resumen, observamos todos los parámetros que queríamos lograr y nos dispusimos a impulsar cada elemento al máximo absoluto sin ningún efecto adverso en los demás…"
declaró: Jens Sverdrup, presidente de la junta directiva de Zenvo.

## Desempeño y rendimiento
Está equipado con un motor V12 dispuesto a 90°, configuración que le permite situar los cuatro turbos entre ambas bancadas y que, además, cumple con la Euro 7. Se beneficiará del uso del sistema MAHLE Jet Ignition®, que se incorpora al diseño para permitir que funcione sin necesidad de sobrealimentación para proteger los componentes en todo su rango operativo. El fabricante ha elegido cuatro turbos más pequeños para el V12, en lugar de dos más grandes, debido a que los turbos más pequeños arrancan más rápido. Al mismo tiempo, el motor eléctrico integrado actúa como un relleno de par mientras los turbos se activan, lo que permite que todo el sistema ofrezca una mejor respuesta de aceleración y más directa que un motor naturalmente aspirado.
La potencia fluye a través de una transmisión de siete velocidades que incorpora el motor eléctrico montado en la parte trasera, la cual genera 150 kW (204 CV; 201 HP) de potencia, que integra la reversa eléctrica y encendido del motor en lugar de un motor de arranque tradicional, lo que proporciona ganancias tanto de peso como de eficiencia. En la versión Tur, los cambios de una relación a otra se han diseñado para ser más suaves, mientras que en el Agil son más mecánicos. Esta transmisión, diseñada por el propio fabricante, también incorpora un diferencial electrónico, mientras que los motores eléctricos delanteros actúan como un sistema de vectorización de par.
Es probable que el rendimiento en línea recta del Agil sea reducido por el alerón trasero de gran tamaño que puede moverse hacia adelante para actuar como un freno de aire y aplicar más carga aerodinámica al bajar la velocidad en curvas. El splitter (divisor) delantero, el difusor y el alerón en la versión Agil generan 880 kg (1940 libras) de carga aerodinámica a 250 km/h (155 mph).
La versión Agil está equipada con rines de magnesio y neumáticos Michelin Pilot Sport Cup 2 o Michelin Cup 2R opcionales con tuerca de seguridad central, de 20 x 9,5 pulgadas (50,8 x 24,1 cm) en el eje delantero y de 21 x 12,5 pulgadas (53,3 x 31,8 cm) en el trasero, frenos carbono-cerámicos, aerodinámica activa y suspensión tipo push-rod controlada electrónicamente. Además, la calibración de la transmisión es más radical que la del Tur. Por su parte, la versión Tur lleva rines de aluminio y sin opción a los neumáticos Cup 2R.
| Variantes                                 | Agil                                 | Tur                                                                                |
| ----------------------------------------- | ------------------------------------ | ---------------------------------------------------------------------------------- |
| Materiales del motor                      | Construido íntegramente en aluminio  | Construido íntegramente en aluminio                                                |
| Sistema de lubricación                    | Cárter seco                          | Cárter seco                                                                        |
| Distribución                              | Válvulas variable (VVT)              | Válvulas variable (VVT)                                                            |
| Peso del motor                            | 260 kg (573 libras)                  | 260 kg (573 libras)                                                                |
| Motores eléctricos                        | 1 trasero de 200 HP (203 CV; 149 kW) | 1 trasero de 200 HP (203 CV; 149 kW) y 2 delanteros de 200 HP (203 CV; 149 kW) c/u |
| Tracción                                  | Trasera                              | Total                                                                              |
| Potencia máxima (combinada)               | 1450 HP (1470 CV; 1081 kW)           | 1850 HP (1876 CV; 1380 kW)                                                         |
| Par máximo (combinado)                    | 1400 N·m (1033 lb·pie)               | 1700 N·m (1254 lb·pie)                                                             |
| Régimen máximo                            | 9800 rpm                             | 9800 rpm                                                                           |
| Peso                                      | 1300 kg (2866 libras)                | 1450 kg (3197 libras)                                                              |
| Velocidad máxima                          | 365 km/h (227 mph)                   | 450 km/h (280 mph)                                                                 |
| Aceleración de 0 a 100 km/h (0 a 62 mph)  | 2.5 segundos                         | 2.3 segundos                                                                       |
| Aceleración de 0 a 200 km/h (0 a 124 mph) | 4.6 segundos                         | n/a                                                                                |
| Aceleración de 0 a 300 km/h (0 a 186 mph) | 10 segundos                          | 9 segundos                                                                         |
| Aceleración de 0 a 400 km/h (0 a 249 mph) | n/a                                  | 17 segundos                                                                        |